# Kurt Thiim
Kurt Thiim, né le 3 août 1958 à Vojens, est un pilote automobile danois de monoplaces puis de voitures de tourisme (essentiellement) et de Grand Tourisme, ayant fait sa carrière essentiellement en Allemagne.

## Biographie
Celle-ci démarre en sports mécaniques en 1974 (karting, une discipline dont il est le champion de Danemark en 1975). En 1979, il décroche son premier titre en sport automobile (champion Nordique de Formule Super Volkswagen).

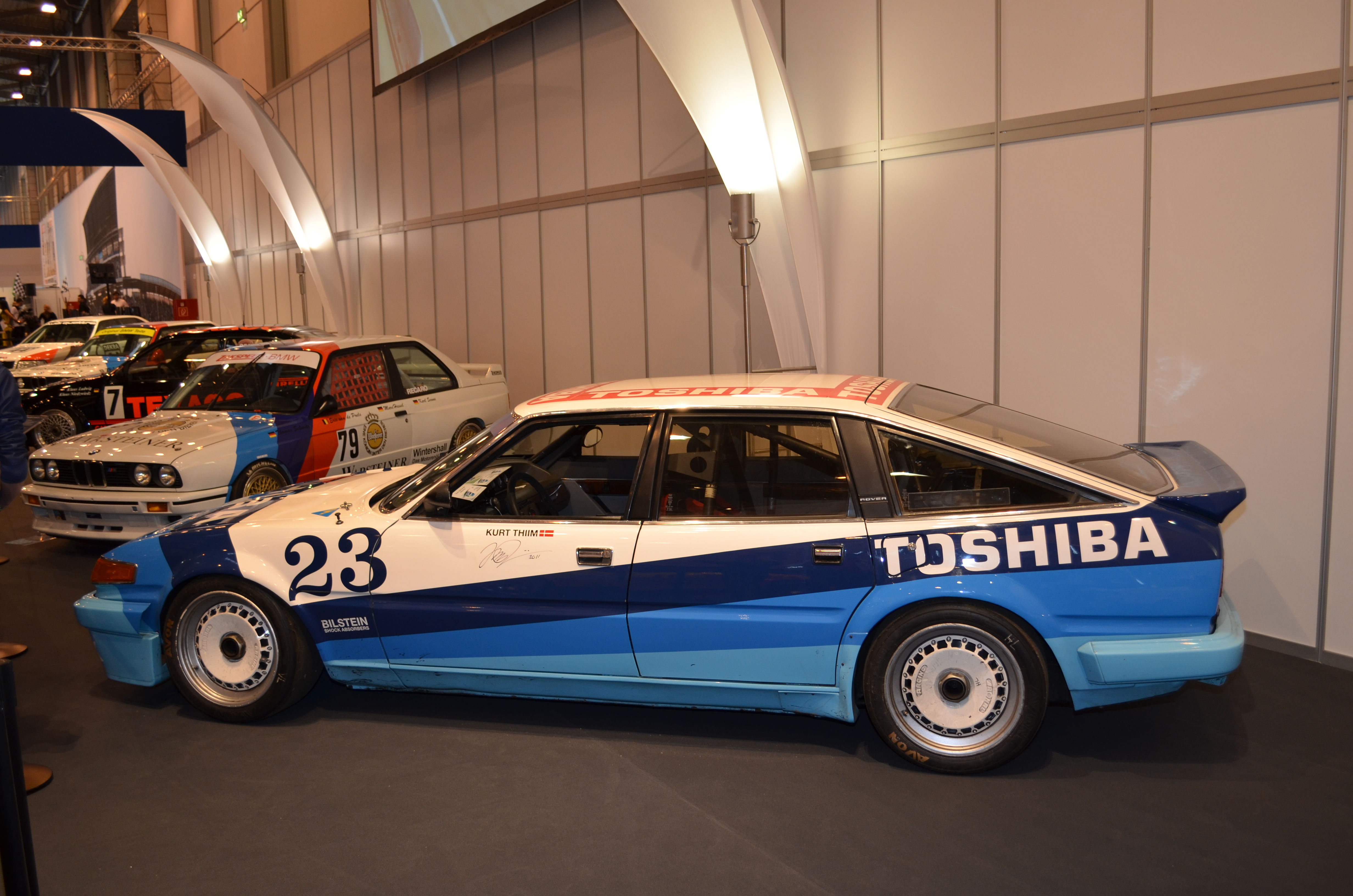
La Rover Vitesse 1986 de Kurt Thiim.

Il s'impose en Championnat d'Allemagne de Formule 3 en 1984 sur Ralt RT 3 - Alfa Romeo du Bongers Motorsport, puis il remporte trois victoires dans le Deutsche Tourenwagen Meisterschaft pour sa première apparition en 1986 (à Zolder, Wunstorf et au Nürburgring, sur Rover Vitesse), décrochant ainsi un nouveau titre germanique (devant Volker Weidler). Il dispute régulièrement les courses du DTM de 1986 à 1996: il est encore vice-champion en 1992 avec Diebels-Zakspeed sur Mercedes 190E 2.5-16 Evo, et troisième en 1990 avec AMG (son coéquipier Mercedes étant alors l'expérimenté Klaus Ludwig). En 1995 il gagne l'Avusrennen lors de la saison, avec une Mercedes-Benz Classe C (après l'Eifelrennen en 1994). Au total, il obtient 19 succès en DTM.
Il participe aux 24 Heures du Mans 1991, avec Jonathan Palmer.
En 2002, il est vice-champion du Danemark de Tourisme, sur Toyota Corolla GTI.
Il obtient deux victoires de catégories aux 24 Heures du Nürburgring, en 2001 et 2014.
Il est le père de Nicki Thiim.